# روبي غروسمان
روبي غروسمان (بالإنجليزية: Robbie Grossman)‏ هو لاعب كرة قاعدة أمريكي، ولد في 16 سبتمبر 1989 في سان دييغو في الولايات المتحدة.

## وصلات خارجية
- روبي غروسمان على موقع دوري كرة القاعدة الرئيسي (الإنجليزية)
- روبي غروسمان على موقعبيزبول رفرنس.كوم (الدوري الرئيسي) (الإنجليزية)
- روبي غروسمان على موقعبيزبول رفرنس.كوم (الدوري الثانوي) (الإنجليزية)
- روبي غروسمان على موقع إي إس بي إن.كوم (أم.أل.بي) (الإنجليزية)
- روبي غروسمان على موقع مشجعي الرسوم البيانية (الإنجليزية)